# العفيف (إب)

تعديل مصدري - تعديل

العفيف هي إحدى قرى عزلة جبل معود بمديرية إب التابعة لمحافظة إب، بلغ تعداد سكانها 243 نسمة حسب تعداد اليمن لعام 2004.